# Brad Sullivan
Braford P. 'Brad' Sullivan (Chicago, 18 november 1931 – Manhattan (New York)), 31 december 2008), was een Amerikaans acteur.

## Biografie
Sullivan was geboren in Chicago maar groeide op in Cape Cod Massachusetts in een gezin van drie kinderen, hij had een broer en een zus. Hij nam dienst in het leger en vocht mee in de Koreaanse oorlog en hierna ging hij studeren aan de University of Maine. Na zijn studie ging hij op tournee met een theatergezelschap om hierna te verhuizen naar New York en gaan studeren aan de American Theatre Wing. In 1961 maakte hij zijn acteerdebuut in het theater met het toneelstuk Red Roses for Me. Hierna ging hij naar Londen om daar in de musical South Pacific te spelen.
Sullivan begon in 1972 met acteren voor televisie in film Parades. Hierna heeft hij nog meerdere rollen gespeeld in films en televisieseries zoals The Sting (1973), The Untouchables (1987), The Abyss (1989), Guilty by Suspicion (1991), Sister Act 2: Back in the Habit (1993) en NYPD Blue (1995-1998). In 2000 speelde hij voor het laatst om hierna van zijn pensioen te genieten.
Sullivan is nooit getrouwd geweest en hij overleed op 31 december 2008 aan de gevolgen van leverkanker in zijn woonplaats Manhattan (New York) New York.

## Filmografie

### Films
Selectie:
- 1993 Sister Act 2: Back in the Habit – als pastoor Thomas
- 1991 The Prince of Tides – als Henry Wingo
- 1991 Guilty by Suspicion – als congreslid Velde
- 1989 The Abyss – als lid van directie
- 1989 Dead Bang – als chief Hillard
- 1988 Funny Farm – als Brock
- 1987 The Untouchables – als George
- 1987 Tin Men – als Masters
- 1977 Slap Shot – als Morris Wanchuk
- 1973 The Sting – als Cole

### Televisieseries
Uitgezonderd eenmalige gastrollen.
- 1995 – 1998 NYPD Blue – als Patsy Ferrara – 4 afl.
- 1997 – 1998 Nothing Sacred – als pastoor Leo – 20 afl.
- 1991 – 1992 I'll Fly Away – als coach Zollicofer Weed – 7 afl.
- 1985 Search for Tomorrow - als Harry Maxwell - 3 afl.
- 1984 George Washington – als generaal Artemus Ward – miniserie

## TheaterwerkBroadway
- 1995 On the Waterfront - als Pop Doyle
- 1989 Orpheus Descending - als Jabe Torrance
- 1983 The Caine Mutiny Court-Martial - als kapitein Randolph Southard
- 1982 The Wake of Jamey Foster - als Brocker Slade
- 1978 Working - als Mike LeFevre
- 1977 The Basic Training of Pavlo Hummel - als kapitein Saunders / kapitein Miller / luitenant Smith

- Biblioteca Nacional de España: XX5203561
- International Standard Name Identifier: 0000 0000 5362 3456
- Library of Congress Control Number: no2001101046
- MusicBrainz: b6a32e69-a06b-4599-b4da-3dd8df654490
- Virtual International Authority File: 7050638
- WorldCat: E39PBJyRChXHKfbRKBRmqW9xDq